# Mikael Larsson
Mikael Robin Larsson, född 5 januari 1989 i Surteby-Kattunga församling i Älvsborgs län, är en svensk politiker (centerpartist). Han är ordinarie riksdagsledamot sedan 2018, invald för Västra Götalands läns södra valkrets.
I riksdagen är han ledamot i försvarsutskottet sedan 2022. Larsson är även ledamot i ledamotsrådet och är eller har varit suppleant i bland annat försvarsutskottet, trafikutskottet och utrikesutskottet.
Larsson är Centerpartiets representant i Försvarsberedningen. 
Larsson har varit aktiv i kommunpolitikern i Marks kommun åren 2010–2018 och bland annat suttit i kommunfullmäktige, kommunstyrelsen, socialnämnden samt som ordförande i socialnämndens socialutskott. Han har tidigare arbetet som ombudsman för Centerpartiet i Sjuhärad samt som verksamhetsutvecklare på Studieförbundet Vuxenskolan. Larsson var också distriktsordförande för Centerpartiets ungdomsförbund i Västra Götaland 2014–2015. Under åren 2006–2019 satt han i Björketorps Bygdegårdsförenings styrelse och var dess ordförande 2009–2019. Larsson har också suttit i Sjuhärads Bygdegårdsdistrikts distriktsstyrelse mellan 2009 och 2020 och där var han ordförande 2014–2020. Han tilldelades 2020 Bygdegårdarnas silvernål och 2022 Bygdegårdarnas guldnål med plakett.  
Övriga uppdrag som Larsson har är förtroendevald i Sparbanksstiftelsen Sjuhärad,  Kyrkofullmäktiges ordförande i Västra Marks Församling samt Förbundsordförande i Bygdegårdarnas Riksförbund. 
Mikael Larsson är sedan 15 juli 2023 gift med den centerpartistiska riksdagsledamoten Jonny Cato.